# Ciocalypta gracilis
Ciocalypta gracilis är en svampdjursart som beskrevs av Topsent 1897. Ciocalypta gracilis ingår i släktet Ciocalypta och familjen Halichondriidae. Inga underarter finns listade i Catalogue of Life.